# Mińsk Osobowy
Mińsk Osobowy (biał. Мінск-Пасажырскі, ros. Минск-Пассажирский) – największa stacja kolejowa w Mińsku i zarazem na Białorusi.

## Historia
Stacja Mińsk została otwarta w XIX w. Była wówczas węzłem kolei Moskiewsko-Brzeskiej i Libawsko-Romeńskiej. Położona była pomiędzy stacjami Kołodziszcze i Tanipol (Kolej Moskiewsko-Brzeska) oraz Ratomka i Michanowicze (Kolej Libawsko-Romeńska).

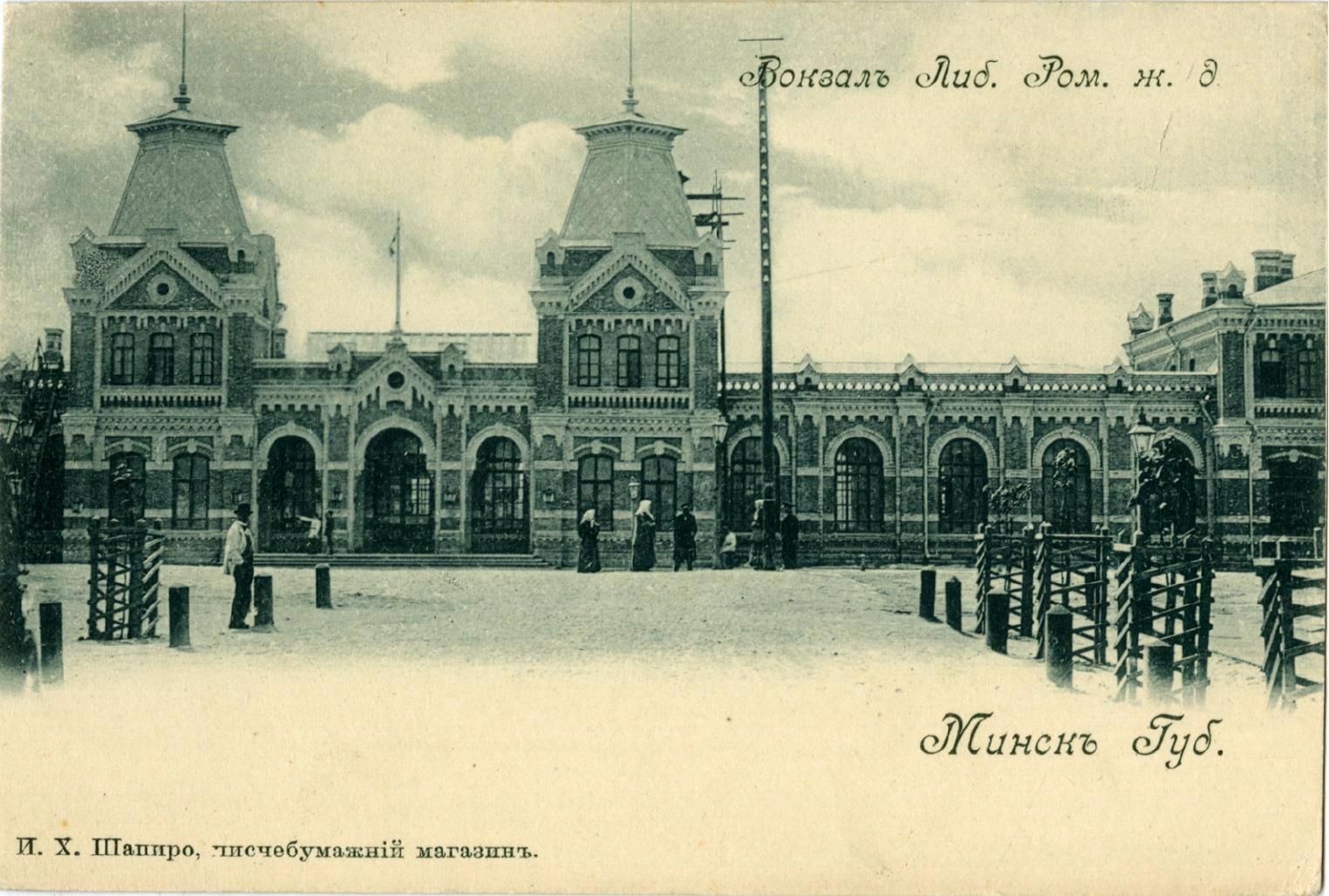
Dworzec Wileński na pocz. XX w.]
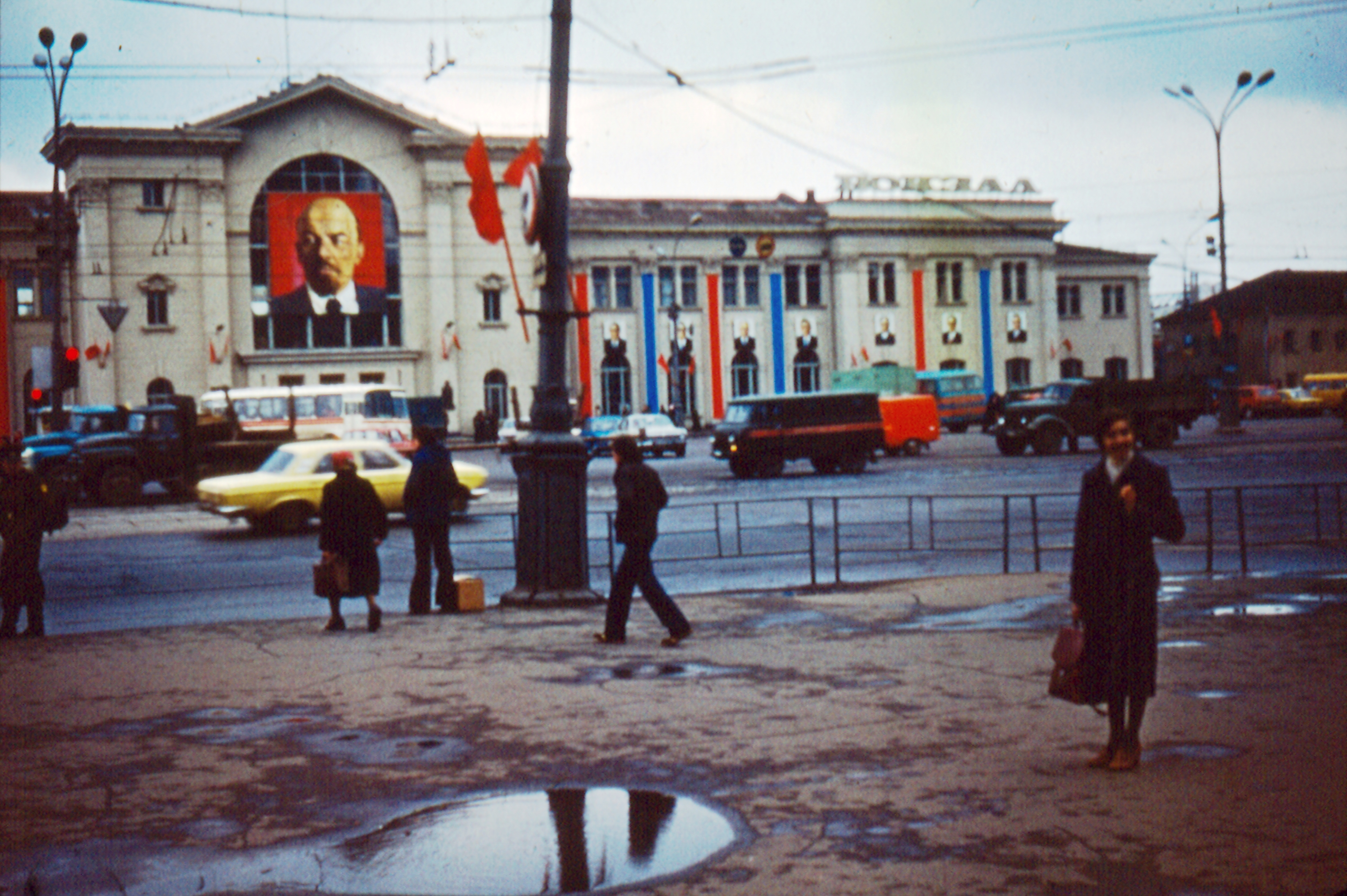
Dworzec w 1981 roku